# Відкриті відзнаки Мозілли
Проект Відкриті відзнаки Мозілли (Інфраструктура відкритих відзнак) — це програма Мозілли, що видає цифрові відзнаки на визнання навичок та досягнень. Структура відзнаки дозволяє відображати практичні досягнення та навички, які можуть допомогти у майбутній кар'єрі та додати нові можливості в освіті. Інфраструктура відкритих відзнак дозволяє видавцям та розробникам відзнак створювати відзнаки, і надає онлайн-учням вибір з багатьох шляхів розвитку.

## Призначення відзнак
Відзнаки, випущені в рамках проекту «Відкриті відзнаки» — це цифрові покажчики навичок, отриманих всередині або за межами класної кімнати. Відкриті відзнаки відрізняються від чисто візуальних представлень відзнак тим, що вони містять метадані, у яких вказаний видавець відзнаки, критерії одержання відзнаки, та інша інформація, яка жорстко закодована в самому файлі зображення. Ця технологія підтримує широкий діапазон типів відзнак, що можуть розроблятися видавцем відзнак. Відзнаки можуть вказувати на «жорсткі навички», такі як програмування, а також «м'які навички», такі як співпраця, або «новітні навички» з таких галузей, як соціальні медіа і Веб 2.0. Їх можуть видавати традиційні навчальні заклади, професійні організації, громадські навчальні організації, позашкільні програми або онлайн-ініціативи (у тому числі масові відкриті онлайн-курси).